# (99985) 1981 EJ25
(99985) 1981 EJ25 es un asteroide perteneciente al cinturón de asteroides, descubierto el 2 de marzo de 1981 por Schelte John Bus desde el Observatorio de Siding Spring, Nueva Gales del Sur, Australia.

## Designación y nombre
Designado provisionalmente como 1981 EJ25.

## Características orbitales
1981 EJ25 está situado a una distancia media del Sol de 2,422 ua, pudiendo alejarse hasta 2,835 ua y acercarse hasta 2,010 ua. Su excentricidad es 0,170 y la inclinación orbital 2,409 grados. Emplea 1377,53 días en completar una órbita alrededor del Sol.

## Características físicas
La magnitud absoluta de 1981 EJ25 es 16,2.